# الجمعيات السكنية في سوريا
عرفت الجمعيات السكنية في سوريا منذ ما يزيد عن العشرين عاما وخصصت لحل المشكلة الإسكانية بطريقة مشتركة بين المواطن والحكومة.
الجمعيات السكنية هي نظام تقوم به الحكومة بتوزيع أراض بسعر رمزي إلى مجموعة أفراد أو هيئة أو لجنة منبثقة من نقابة ليقام عليها بناء سكني (أو أبنية سكنية) فقد يكون عمارة أو مجموعة عمارات أو مجموعة من الفلل على أن تخصص فيما بعد للمنتسبين لهذه الجمعية مقابل دفعات أحيانا تكون شهرية وأحيانا تترافق مع انتقال العمل في المشروع من مرحلة لأخرى.
و المنتسبون للجمعية عادة ينتمون لحرفة أو مهنة لها نقابة معينة ، وقد يكونون مجموعة من الأفراد تربط بينهم رابطة معينة.
و تضع عادة الدولة القوانين الناظمة لعمل الجمعيات من انتساب ونقل ملكية أو بيع وما إلى ذلك من قوانين تحفظ حقوق الفرد من الجماعة والجماعة من الفرد.
و قد أعلنت الحكومة السورية في عدد من المناسبات نيتها التوقف عن توزيع الأراضي للجمعيات وترك الجمعيات تعتمد على مدخولها الذاتي من أعضائها لشراء الأراضي.